# Tjärnmyrtjärnen, Hälsingland
Tjärnmyrtjärnen är en sjö i Ljusdals kommun i Hälsingland och ingår i Ljusnans huvudavrinningsområde.